# The Wandering Earth
The Wandering Earth (chinês tradicional: 流浪地球, pinyin: Liú làng dì qiú)  é um filme de ficção científica chinês do ano de 2019, dirigido por Frant Gwo. É uma adaptação cinematográfica do conto The Wandering Earth (2000) de Liu Cixin.  O filme foi lançado em 5 de fevereiro de 2019 nos cinemas chineses.
A Netflix garantiu os direitos de transmissão para a Europa e a América do Norte

## Enredo
Em um futuro próximo, o Sol envelhece e está prestes a se transformar em uma gigante vermelha, forçando as nações do mundo a se consolidarem no governo da Terra Unida, um governo mundial, iniciando um projeto para mover a Terra do Sistema Solar para o Sistema Alpha Centauri, a fim de preservar a civilização humana. Enormes propulsores que funcionam com energia de fusão são construídos em todo o planeta para impulsioná-lo. A população humana é reduzida drásticamente devido às marés catastróficas que ocorrem depois que os motores planetários param a rotação da Terra e, mais tarde, quando o planeta se afasta do Sol, grande parte da superfície é congelada devido às baixas temperaturas, forçando os humanos a viverem em vastas cidades subterrâneas. adjacentes aos motores.
No início do filme, Liu Peiqiang (Wu Jing), um astronauta chinês, promete a seu filho Liu Qi (Qu Chuxiao) seu eventual retorno, antes de sua missão a uma estação espacial que ajuda a Terra a navegar enquanto se afasta do Sistema Solar, passando a tutela de seu filho para seu sogro Han Zi'ang (Ng Man-tat).
Vários anos depois, a missão de Liu Peiqiang está prestes a terminar e ele logo retornará à Terra. Para celebrar o Ano Novo Chinês, Liu Qi traz a irmã adotiva Han Duoduo (Zhao Jinmai) em uma viagem à superfície em um caminhão que eles roubam usando a autorização de Han Zi'ang como caminhoneiro. Eles são presos e assim conhecem Tim (Mike Sui) que, como Han Zi'ang, tenta, sem sucesso, libertá-los.
À medida que a Terra passa por Júpiter, ela é capturada pela gravidade de Júpiter, causando terremotos devastadores que desativam muitos impulsores em todo o mundo. Os quatro escapam em meio ao caos e tentam sair usando o caminhão roubado, mas o caminhão é requisitado para uma missão de resgate pelos militares; eles devem transportar um componente do motor para o propulsor danificado em Hangzhou, supervisionado por soldados liderados por Wang Lei (Li Guangjie). Nos restos de Xangai, eles perdem seu veículo e, enquanto transportam o componente até as ruínas de um arranha-céu, Han Zi'ang é morto. Com a notícia de que o propulsor de Hangzhou estava totalmente comprometido e a cidade completamente destruída, o grupo se desesperou temporariamente. Eles, no entanto, encontram um novo veículo onde o engenheiro a bordo, Li Yiyi (Zhang Yichi), os convence a transportar um componente do motor para consertar um motor planetário maior em Sulawesi.
No espaço, Liu Peiqiang descobre que o MOSS, a inteligência artificial que comanda a estação espacial, o direcionou a escapar em vez de ajudar os humanos na Terra. Ele interrompe a hibernação forçada e tenta parar a espaçonave junto com o cosmonauta russo Makarov, que é morto pelas medidas automatizadas de segurança da espaçonave. Liu Peiqiang chega na sala de controle, mas suas „folgas“ foram revogadas devido a seus atos indisciplinares e ele pode fazer pouco para anular o processo de fuga.
O grupo de Liu Qi chega a Sulawesi para descobrir que o motor já estava totalmente restaurado. Globalmente, a maioria dos propulsores planetários foram reparados também. Contudo, a Terra ultrapassou o limite de Roche de Júpiter e será destruída de qualquer maneira, com o empuxo restaurado incapaz de impulsioná-la. O grupo se desespera ao saber disso, mas Liu Qi, inspirado pela lembrança da explicação do pai sobre a mecânica dos propulsores quando criança, propõe-se a acender a atmosfera abundante de hidrogênio de Júpiter para soprar a Terra para longe. Li Yiyi propõe concentrar o poder do motor de Sulawesi para disparar um feixe alto o suficiente para incendiar Júpiter. O grupo superou vários desafios, como os novos tremores de choque que ferem vários membros, e são capazes de reconfigurar o motor para executar o plano, mas eles não são capazes de empurrar o pino de disparo do motor para acendê-lo.
Liu Peiqiang, ao saber disso, é capaz de convencer o governo da Terra Unida  a usar seus canais de comunicação para chamar a assistência do partido em Sulawesi, embora o MOSS revele que a solução que está sendo tentada não tem chance de sucesso baseada em cálculos de probabilidade. Outras partes de resgate e reparo chegam e o motor é acionado, mas fica aquém do poder de inflamar o hidrogênio. Liu Peiqiang decide usar o próprio motor da estação espacial para acender o hidrogênio de Júpiter; Depois de desativar MOSS usando um incêndio iniciado com vodka, que Makarov havia contrabandeado a bordo, ele pilota a estação espacial na nuvem entre Júpiter e a Terra, sacrificando-se enquanto a ignição tem sucesso. A Terra é salva da destruição e continua se movendo em direção ao sistema estelar de destino.

## Elenco
- Qu Chuxiao como Liu Qi (em chinês:  {{{1}}})
- Li Guangjie como Wang Lei (em chinês:  {{{1}}})
- Ng Man-tat como Han Zi'ang (em chinês:  {{{1}}})
- Zhao Jinmai como Han Duoduo (em chinês:  {{{1}}})
- Wu Jing como Liu Peiqiang (em chinês:  {{{1}}})
- Arkady Sharogradsky como Makarov
- Mike Sui como Tim
- Qu Jingjing como Zhou Qian (em chinês:  {{{1}}})
- Zhang Yichi como Li Yiyi (em chinês:  {{{1}}})
- Yang Haoyu como He Lianke (em chinês:  {{{1}}})
- Li Hongchen como Zhang Xiaoqiang (em chinês:  {{{1}}})
- Yang Yi como Yang Jie (em chinês:  {{{1}}})
- Jiang Zhigang como Zhao Zhigang (em chinês:  {{{1}}})
- Zhang Huan como Huang Ming (em chinês:  {{{1}}})

## Produção

### Pré-produção
A fim de estabelecer um ambiente rigoroso, Frant Gwo convidou quatro cientistas da Academia Chinesa de Ciências (CAS) para atuar como consultores.  Os três mil mapas conceituais do filme e mais de oito mil sub-espelhos foram criados elaboradamente por uma equipe de arte conceitual de trezentas pessoas em um período de 15 meses.

### Filmagens
A fotografia principal começou em 26 de maio de 2017 em Qingdao, uma cidade litorânea na província de Shandong, norte da China, e foram feitas prontas em 27 de setembro de 2017.
Weta Workshop fez os trajes espaciais, exoesqueletos e armas altamente especializadas do filme.